# Francesco Saverio Marini
Francesco Saverio Marini (Roma, 28 aprile 1973) è un giurista italiano, dal 19 febbraio 2025 giudice della Corte costituzionale.

## Biografia
Figlio di Annibale Marini, già giudice e presidente della Corte costituzionale, si laurea in giurisprudenza all'Università di Tor Vergata.
Impegnato attivamente nell'insegnamento presso la sua alma mater, ove insegna dal 2004, è professore ordinario di "Istituzioni di diritto pubblico".
Iscritto dal 2004 all'Albo degli avvocati di Roma, dal 2005 svolge attivamente la professione di avvocato cassazionista.
Dal 10 aprile 2024 è magistrato ordinario dello Stato della Città del Vaticano. 

### Attività politica e istituzionale

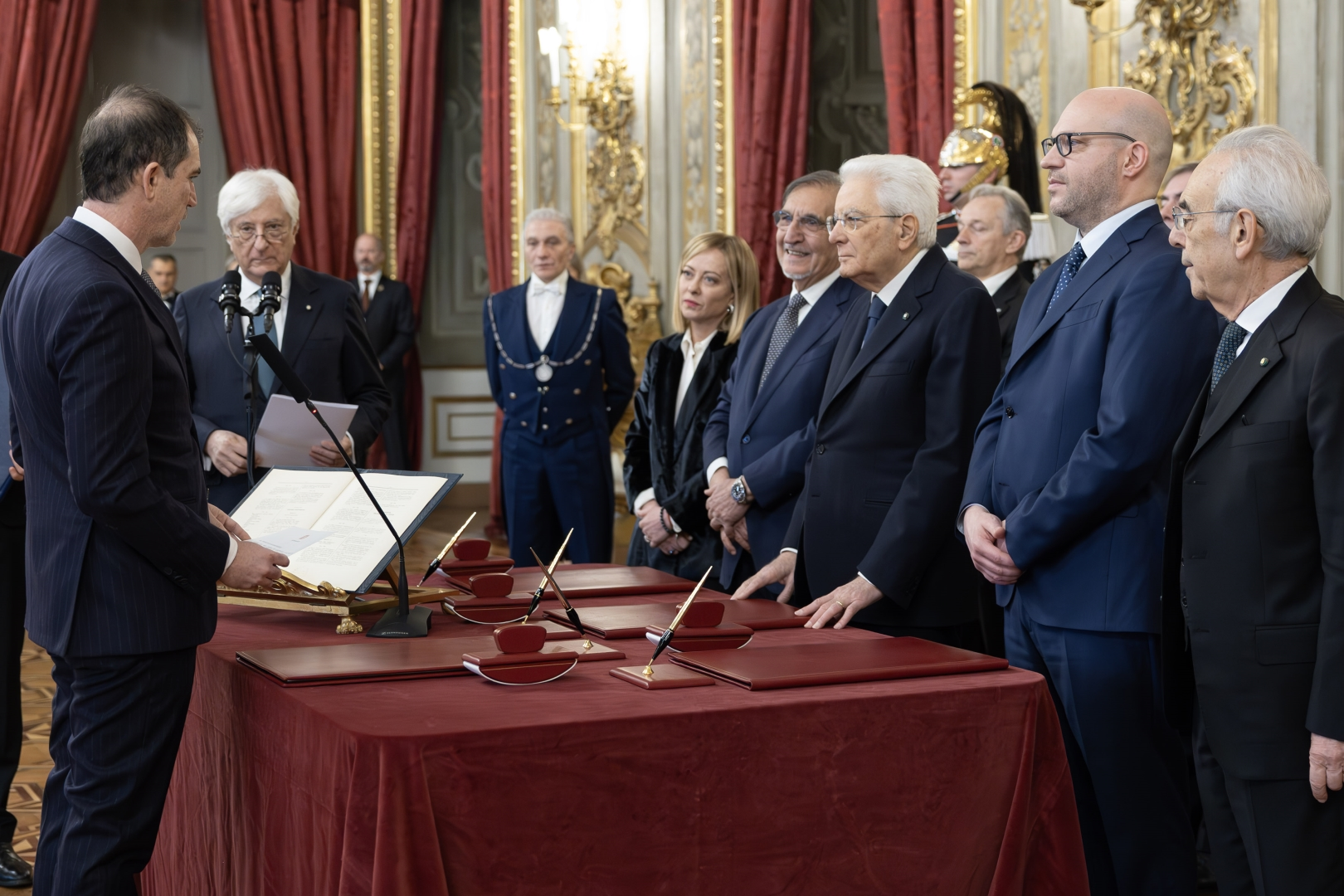
La cerimonia di giuramento come giudice costituzionale di Francesco Saverio Marini

Vicino a Fratelli d'Italia, Marini è considerato il padre della riforma del premierato promossa dal governo Meloni, ricoprendo anche il ruolo di consigliere giuridico di Palazzo Chigi per la premier Giorgia Meloni.
Il 13 febbraio 2025, su indicazione di Fratelli d'Italia e dopo numerose votazioni andate a vuoto, Marini viene eletto giudice della Corte costituzionale da parte del Parlamento in seduta comune con 500 voti su 539 votanti. Ha prestato giuramento nelle mani del Presidente della Repubblica il 19 febbraio seguente.